# Södertälje havsbad station

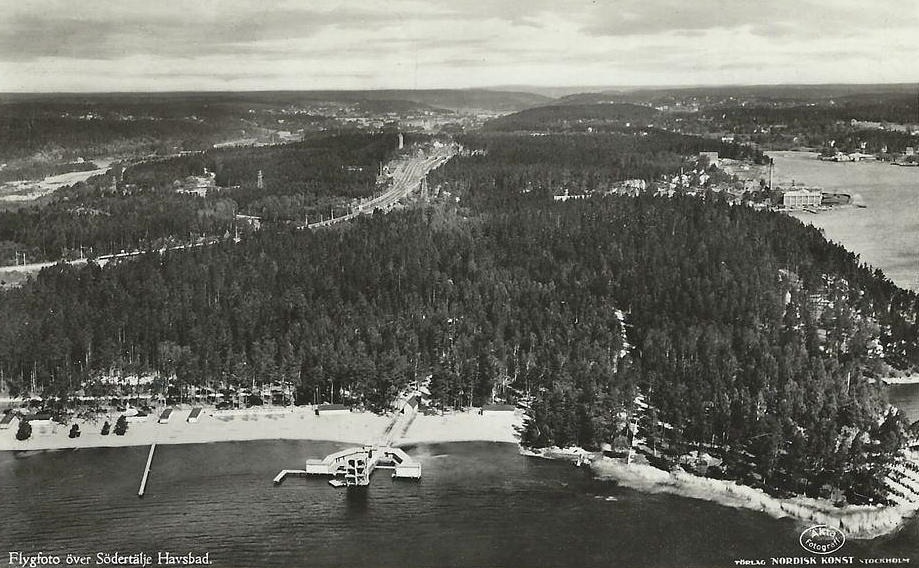
Flygfoto över Södertälje havsbad. Järnvägsspår syns i bakgrunden. Södertälje havsbad station låg i järnvägsspårets kurva

Södertälje havsbad var en järnvägsstation på Västra stambanan i Södertälje i Södermanland och Stockholms län.. Enligt källor öppnad 1930-06-01, men finns även underlag på öppning redan 1927.

## Bakgrund
Stationen betjänades av badtåg från Stockholm. I närheten låg badanläggningen Södertälje havsbad. Den var belägen mellan de moderna järnvägsstationerna Södertälje hamn (tidigare kallad Södertälje södra)  och Södertälje syd.
Från stationen var det nära till Södertälje havsbad vid Björkudden. Många besökare från Stockholm köpte speciella utflyktspaket där tågresa tur och retur till Södertälje havsbad station, inträde till havsbadet, samt ett mål mat med kaffe ingick.
Stationen hade en plattform av trä i riktning från Södertälje hamn station (dåvarande Södertälje södra). I motsatt riktning fanns ingen plattform. Det fanns ingen expeditions- eller väntsalsbyggnad. Stationen lades ner på 1940-talet. Den är idag riven.